# パイパー油田
パイパー油田 (パイパーゆでん、英語: Piper oilfield) は英領北海に位置する大規模な油田である。産出原油はパイプラインを通じてスコットランドの北部にあるオークニー諸島のフロッタ島（Flotta）へと送られ、そこの製油所で精製される。